# Edgecumbe
Edgecumbe is een stad in de regio Bay of Plenty op het Noordereiland van Nieuw-Zeeland, 15 kilometer ten westen van Whakatane. Highway 2 en de Taneatua spoorlijn komen door de plaats.
Langs de hoofdweg is een 1,5 meter hoge steen met daarin de tien geboden gegraveerd. Deze is geplaatst nadat een inwoonster een droom had gehad dat ze dat daar neer moest zetten om de jeugd in goede banen te leiden.
In 1987 was Edgecumbe het epicentrum van een grote aardbeving, die veel schade in de regio veroorzaakte. De vulkaan Mount Edgecumbe, 15 kilometer ten zuiden van Edgecumbe en vlak bij het plaatsje Kawerau, kan gemakkelijk vanuit de stad gezien worden.